# Majlath
Majlath je bila plemenitaška obitelj iz Ugarske. Pojavili su se u 17. stoljeću u Tekovskoj i Hontskoj županiji. Njihova je povijest u svezi s Ófehértóm.
Izvori na mađarskom bilježe prezime ove obitelji u oblicima Mailáth, Majláth, Májlát, Majlát, Maylád i Majáth.

## Povijest
Obiteljske korijene ove obitelji teško je utvrditi. 
Otac Stjepana Majlatha, Matej Majlath, budućeg vojvode od Transilvanije, naselio se u Sedmogradsku 1480. godine.
Neki autori misle da su imali posjede u Ugarskoj u 14. st., što bi se moglo isključiti, zatim možemo isključiti mogućnost da su izgradili tvrđavu Fogaraš. Teško je vjerovati da je pravoslavni plemić mogao posjedovati imovinu u Mađarskoj. Ono što možemo sa sigurnošću reći da je u 1509. Majlathi imaju nekretnine u gradiću Comăni.
Matej Majlath prvi se put pojavio u dokumentu iz 1509. u kojem se sudili kapetnu tvrđave Fogaraša Pavlu Tomoriju i nekim boljarima koji su se godinu prije pobunili u korist Mihnee I. (Mihnea cel Rău), gospodara Rumunjskih zemalja (Țării Românești). Matej Majlath je bio dijelom sudište na kojem se oduzelo posjede tim boljarima. To ukazuje na njegov relativno visoki društveni status u plemstvu grada Fogaraša i dobro imovinsko stanje. agaras i dobrom fizičkom stanju. Njegovo bogatstvo nam pokazuje iste godine, kad je kupio selo Țânțari (današnja Dubravica, Dumbrăvița) od braće Ladislava, Petra, Mihovila i Nikole Forra.
1511. su boljari Majlathi postali plemenitašima (nobilis Maylad Komana, boyaronis Terrae Fogaras).
Za vladavine kralja Ferdinanda dobili su tvrđavu Fogaraš. 1534. Stjepan je Majlat postao sedmogradski vojvoda. Na segešvarskom je saboru 29. kolovoza 1540. on i Emerik Balaša izabrani su za glavne kapetane. Fogaraški i moldavski vojvode Turci su zarobili i odveli u Carigrad, gdje su utamničeni. Boravili su 10 godina, a Majlath je umro 1550. godine.

## Poznati pripadnici
- Stjepan Majlat, sedmogradski vojvoda
- György Mailáth (odvjetnik) (1752. – 1821.)
- György Majláth (državnik) (1786. – 1861.)
- György Majláth (političar) (1818. – 1883.) (v. hrvatsko-ugarsku nagodbu)
- György Mailáth (župan) (1854. – 1924.)
- György Mailáth (psiholog)
- Gusztáv Károly Majláth, biskup Albe Iulie
- Ladislav Mailath
- Štefanija Mailath–Szekhely
- József Majláth Székhélyi, državnik
- Béla Majláth, ravnatelj mađarske nacionalne knjižnice

## Poznati posjedi
Naselja u kojima im se nalaze poznati posjedi: dvorci, kurije, palače.
- Mađarska
- Bakóca
- Nógrádgárdony
- Törökbálint
- Tahitótfalu
- Patvarc

- Slovačka
- Pribeník (klasicistički dvorac Majláth u Pribeniku)

- Hrvatska
- Donji Miholjac (dvorac obitelji Mailáth u Donjem Miholjcu)

## Vanjske poveznice
- Majlath Pallas Nagy Lexikon
- Genealogy Majlath